# Боролина, Ирина Васильевна
Боролина Ирина Васильевна (28 марта 1927, Москва — 27 сентября 2015, Москва) — советский российский востоковед-тюрколог, литературовед, фольклорист, переводчица

, кандидат филологических наук, доцент Института стран Азии и Африки МГУ, заслуженный преподаватель Московского университета, специалист по тюркским литературам и фольклору.

## Биография
Ирина Васильевна Боролина родилась 28 марта 1927 года в Москве. Мама, Елена Александровна Боролина, преподавала в Московской консерватории по классу фортепиано. В 1948 году окончила восточное отделение филологического факультета МГУ им. М.В. Ломоносова. В 1953 году защитила кандидатскую диссертацию "Рассказы Абдуллы Каххара".
В 1951-1956 гг. преподавала на кафедре иностранных языков, затем на кафедре тюркской филологии филологического факультета МГУ. Читала лекции по узбекской литературе. В 1956 году кафедра тюркской филологии вошла в состав Института восточных языков МГУ. Вся последующая трудовая биография связана с ИВЯ (ИСАА) МГУ.
С 1969 года — старший научный сотрудник, с 1971 — доцент.
Заслуженный преподаватель МГУ (2000).

## Научная деятельность
Сфера научных интересов - тюркские литературы и фольклор, генезис фольклорных и литературных жанров, закономерности их развития.
В научных публикациях представлены три основных темы - современная узбекская литература, история средневековой и новой турецкой литературы, возникновение, развитие и взаимодействие жанров турецкого фольклора.
Узбекской литературе были посвящены исследования 50-х годов - диссертация и монография об узбекском писателе Абдулле Каххаре (1907-1968).
В исследовании турецкого фольклора преобладает изучение одного из его жанров - турецкой зрелищной культуры. Анализируется типология народной драмы, решается проблема жанровой дефиниции представлений народного театра, изучается специфика адаптаций в театре романического эпоса, описывается развитие турецкой драматургии от народного театра до авторской драмы.
Работы по истории турецкой литературы связаны с различными периодами - от средневековья до современности. Совместно с И. Р. Сониной были написаны разделы по истории литературы Турции в многотомной «Литературе Востока»: «Литература Востока в средние века» (1970), «Литература Востока в новое время» (1975) и «Литература Востока в новейшее время» (1977). И.В. Боролина участвовала в написании статей о турецкой литературе в восьмитомной «Истории всемирной литературы» (1985-1994). Исследовались связи турецкой литературы со средневековой арабо-персидской и западноевропейской литературой эпохи Просвещения. Основные достижения связаны с типологизацией средневековой турецкой литературы и литературы нового времени, формулированием концепции турецкого Просвещения, выявлением межлитературных и межкультурных контактов в разные эпохи.

## Основные работы
- Рассказы Абдуллы Каххара // Звезда Востока. Ташкент, 1953. № 10. С. 107–114; № 11. — С. 111– 20.
- Абдулла Каххар: Очерк творчества. Ташкент: Гослитиздат УзССР, 1957. — 203 с.
- Художник-реалист // Звезда Востока. Ташкент, 1958. № 12. — С. 137–140.
- Из истории первых переводов турецкой художественной литературы в России (по материалам русской периодической печати XVIII в.) // Вопросы тюркской филологии. — М., 1966. — С. 180-213.
- Анекдоты о дервише бекташи. Предисловие // Бекташи и другие. — М., 1972. — С. 3-14.
- Из старой турецкой поэзии / сост., подстроч. пер. и коммент. И. Боролиной. — М.: Худож. лит., 1978. 286 с.
- К вопросу об адаптации романических сюжетов в турецком народном театре // Проблемы восточной филологии. — М., 1979. — С. 99-108.
- О жанровой дефиниции пьес турецкого народного театра // Советская тюркология. 1982. № 3. — C. 30–40.
- Из истории турецкой драматургии (от драмы народной к драме авторской) // Вестник МГУ. Сер. Востоковедение. 1983. № 2. — С. 16–29.
- Хрестоматия по турецкому фольклору. Вып. 1, 2. — М.: Изд-во МГУ, 1984, 1987.
- Турецкая драматургия эпохи Просвещения (генезис и эволюция жанров) // Вопросы тюркской филологии. Вып. II. — М., 1993. — С. 98–123.
- О турецких версиях трёх «бродячих» сюжетов // Вопросы тюркской филологии. Вып. III. — М., 1997. — С. 91-113.
- Искусство меддаха в системе традиционной турецкой культуры // Боролина И. В. Тюркские литературы и фольклор. — М., 2004. — С. 263–286[2].
- Турецкая ашыкская поэзия: учебное пособие. — М. Гуманитарий, 2010. — 301 с. (соавт. Е. А. Оганова)